# 7,5 cm tornpjäs m/57
7,5 cm tornpjäs m/57 är en lätt fast kustartilleripjäs, utvecklad av Bofors för det svenska kustartilleriet i slutet av 1950-talet. Det var främst tänkt att ersätta ett mycket stort antal äldre system som i första hand bestod av 57 mm pjäser av varierande årsmodell. Pjästypen kom att tillverkas i en relativt stor serie, där Sverige byggde 30 trepjäsbatterier och inköpte en rörlig version kallad 7,5/65, samt ett antal fasta pjäser exporterades till Norge. I Sverige är alla batterier nedlagda.

## Historia
Under andra världskriget byggdes ett mycket stort antal lätta KA-batterier, mestadels bestående av äldre fartygspjäser. Dessa batterier byggdes oftast under stor tidsnöd och blev också ganska spartanska vad gäller förläggning och uthållighet. Skydd mot kärnvapen samt kollektivt gasskydd saknades och batterierna blev således snabbt omoderna efter kriget.
Det betydligt modernare systemet 10,5 cm tornautomatpjäs m/50 som vid den här tiden var under utbyggnad i Stockholms skärgård hade drabbats av förseningar och diverse andra problem, samtidigt som det förmodligen skulle bli för dyrt att bygga ut i stor skala. Man beslutade således att ett lättare, enklare och billigare system skulle utvecklas för att fylla behovet av lätt kustartilleri medan studierna av ersättare för de tunga systemen fortsatte.

## Systembeskrivning

### Pjästorn och pjäs
Pjäsen är monterad i ett pansartorn, med ammunitionsdurk minst 5 meter under marknivån. Sedan början av 1970-talet är tornet försett med en stenliknande maskeringshuv av glasfiber, vilket gör den betydligt svårare att upptäcka. Pjäsplatsen har även en markfastsättningsgaffel som eldröret vilar i när det inte används vilket minskar risken för skador från övertryck och markskakningar orsakade av kärnladdningsexplosioner. När pjäsen inte används förses eldröret med ett glasfiberskydd kallat "krokodilen" för att förbättra maskeringen.
Tornpjäs 7,5/57 är en halvautomatisk luftkyld artilleripjäs med vertikal kilmekanism och homogent eldrör försett med krutgasejektor. Den använder enhetspatroner som matas från en under markytan belägen ammunitionsdurk med hjälp av en hiss. Denna matas med ammunition för hand genom att patroner stoppas in i en revolvermekanism i hissens nedre del. Laddningen av pjäsen är halvautomatisk och sker genom att laddaren med handkraft manövrerar ett handtag varvid patronen automatiskt bringas till rätt vinkel, matas in i patronläget och kilen stängs.
Tomhylsor skjuts ut bakåt och faller genom ett rör som leder ner i ett träklätt rum i närheten ammunitionsdurken.
Normal bemanning för en pjäs är 7 man varav 3 (pjäschef tillika sidriktare, höjdriktare, laddare) befinner sig i tornet och resterande 4 (ammunitionsbefäl, magasinfyllare och 2 st ammunitionslangare) betjänar ammunitionsdurken. Till detta kommer personal för mätstationer, ledning/samband, tross/sjukvård och närskydd (markstridsförband).
Fyra utföranden av pjäsen förekommer, m/57 samt m/57B-D, som avviker något från varandra vad gäller hisslängd (och därmed pjäsbrunnens djup), produktionsteknik för pansarkupolen samt eldledningens presentationsutrustning:
- m/57 har lång hiss och ett mellanplan i pjäsbrunnen, svetsad pansarkupol och följevisare för Ci 710.
- m/57B har kort hiss, gjuten kupol och följevisare.
- m/57C har kort hiss, gjuten kupol och riktindikatorer för ArtE 719
- m/57D har kort hiss, svetsad kupol och följevisare.

### Serie 1
De första 8 batterierna byggdes med en centraltunnel som innehåller eldledning, kraftförsörjning och förläggning, och med tunnlar som leder ut till stigorter vid varje pjäsplats. I vissa fall fick terrängen styra och tunnlarna till pjäserna byggdes inte, men i samtliga fall är hela batteriet beroende av funktionerna i centraltunneln. Byggtekniken innebar att en större tunnel sprängdes, i vilken man sedan byggde en betongkonstruktion med välvt tak konstruerad för att tåla stora påkänningar som till exempel nedfallande stenblock. Betongkonstruktionen bidrar även till att skapa en god inomhusmiljö i anläggningen, tillsammans med ett kraftigt ventilations- och avfuktningssystem med övertrycksmöjlighet som skydd mot bland annat gas och radioaktivt nedfall. Bra ventilation är dessutom en nödvändighet för att hålla nivåerna av radon på acceptabla nivåer när anläggningen är bemannad.

### Serie 2

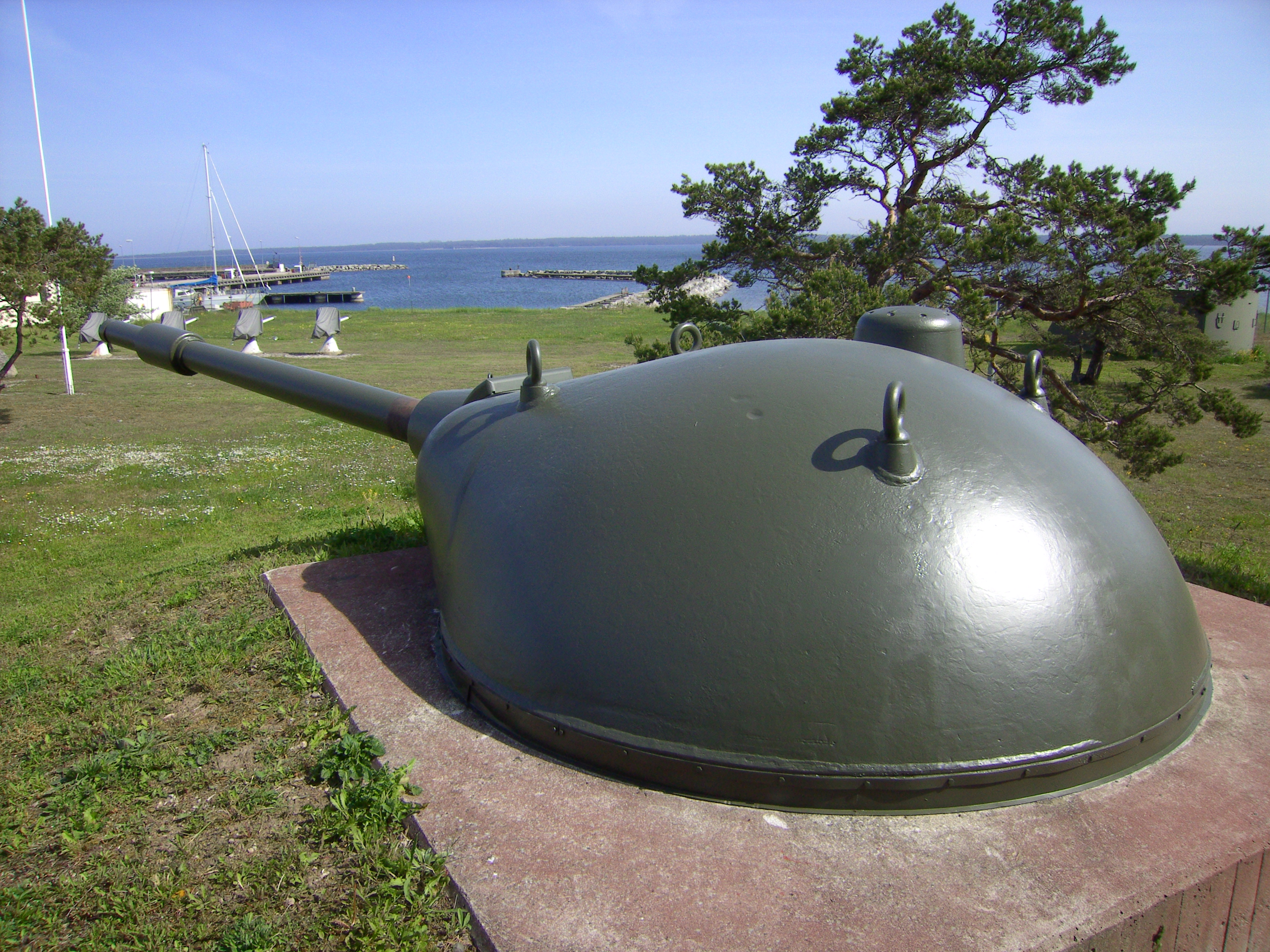
7,5 cm tornpjäs m/57 vid Förbandsmuseet i Fårösund på Gotland.

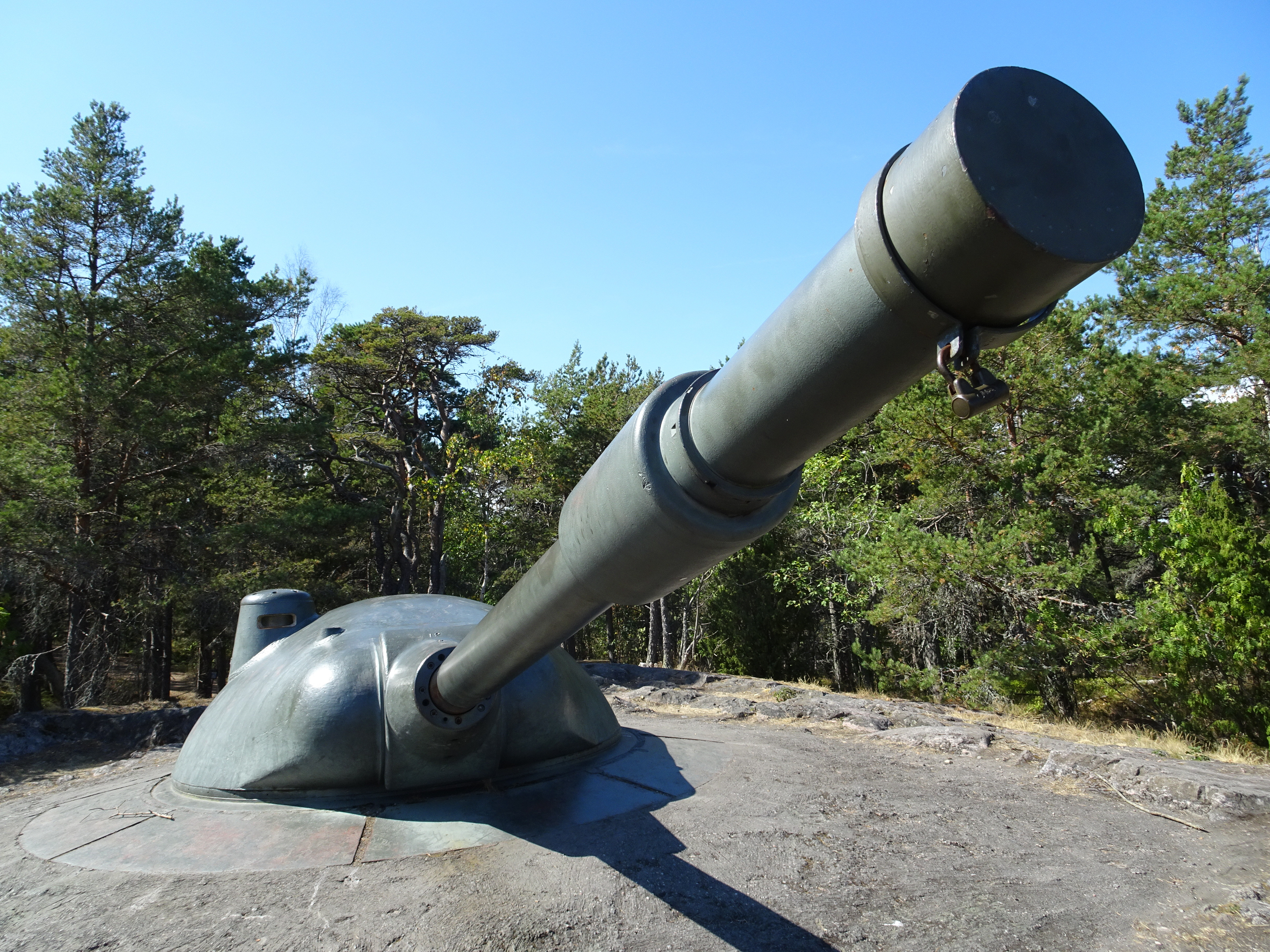
7,5 cm tornpjäs m/57 vid Femörefortet.

Serie 2 bestod av 10 batterier och innebar ett steg mot ökat kärnvapenskydd genom ökad självständighet för de individuella enheterna och ökade pjäsluckor. Man använde fortfarande samma byggteknik som för serie 1, med betongkonstruktioner placerade direkt mot berget. Här började man dock bygga pjäsplatserna i sänkschakt som sedan göts igen med betong medan centraltunneln byggdes på samma sätt som i serie 1.

### Serie 3
De 12 batterierna i serie 3 innebar en avsevärd uppgradering för 7,5/57-systemet. Kärnvapenskyddet prioriterades och pjäsluckorna gjordes därför ännu kraftigare. Med undantag för elkraft byggdes varje enhet som en självständigt fungerande anläggning och förläggningsstandarden ökades något. Eftersom metoden med betongkonstruktioner monterade dikt mot berget visade sig ge dåligt skydd mot markskakningar ersattes de med elastiskt upphängda stålbyggnader som dessutom försågs med ett fullgott EMP-skydd. Även här byggdes anläggningarna, inklusive centralanläggningen (nu kallad s-plats) i sänkschakt som sedan göts igen med betong. 

### Gemensamma funktioner
Reservkraftförsörjningen består av 2 dieselaggregat från Scania eller Volvo med minst 30 dygns uthållighet. Vatten för dusch, WC osv tas direkt från havet medan dricksvatten hämtas från en borrad brunn. Batteriet har även resurser för sjukvård och enklare reparationer av pjäs- och telemateriel.

### Eldledning, serie 1 och 2
7,5/57 försågs med ett eldledningssystem kallat Ci 710 (senare omdöpt till Arte 710). Systemet består av ett mekaniskt eldledningsinstrument som hopkopplats med ett periskop och en radar. Dessa är installerade i batteriets eldledningsplats (e-plats) tillsammans med ytterligare ett periskop och radarskärm som inte är kopplade till eldledningsinstrumentet. Till batteriet hör även en reservkommandoplats som från början försågs med ett optiskt avståndsinstrument. Med början 1968 ersattes detta med AML 701 vilket var världens första militära laseravståndsmätare.
Ci 710 byggdes av Arenco och producerade parallaxkorrigerade skjutelement för de tre pjäserna utifrån ingångsvärden från endera radar, periskop eller AML. Skjutelementen presenteras på följevisare (fabrikat LINHAMN) i pjäsplatsen varpå bemanningen manuellt måste följa målvärdena.

### Eldledning, serie 3
Serie 3-batterierna försågs med en ny eldledning kallad ArtE 719, tillverkad av Philips Elektronikindustrier AB (PEAB). Periskopen ersattes av en fjärrstyrd kupol försedd med lågljus-TV och laseravståndsmätare, vilket tillät mätstationen att separeras från kommandoplatsen. Även radarn byttes mot en nyutvecklad station. 
ArtE 719 består av en analog helelektronisk beräkningsenhet som medger målföljning av 2 samtidiga mål. Normaliserade måldata skickas i digital form till ballistikräknare vid varje pjäs som påför pjäsvisa korrektioner och beräknar skjutelementen. Detta presenteras sedan för pjäsbemanningen med hjälp av riktindikatorer (även dessa av fabrikat Philips) för manuell följning.

## Batteriplatser

### Serie 1
| Nr | Förkortning | Namn        | Plats                   | Färdigställt |
| -- | ----------- | ----------- | ----------------------- | ------------ |
| 1  | LN          | Ljugarn     | Sjausterhammar, Gotland | 1962         |
| 2  | DL2/HÖ2/HU  | Hemsö       | Havstoudd, Hemsö        | 1964         |
| 3  | OD          | Oxelösund   | Femörefortet            | 1964         |
| 4  | HO3         | Holmsund    | Bredskär                | 1964         |
| 5  | KM2         | Karlshamn   | Sternö, Blekinge        | 1964         |
| 6  | SI          | Simrishamn  | Gladsax, Skåne          | 1964         |
| 7  | MB          | Mörtö-Bunsö | Nära Dalarö             | 1965         |

### Serie 2
| Nr | Förkortning | Namn           | Plats                    | Färdigställt |
| -- | ----------- | -------------- | ------------------------ | ------------ |
| 8  | KN          | Kolgårdsholmen | Kolguskär, nära Landsort | 1966         |
| 9  | RU          | Råstensudde    | Norra Singö              | 1967         |
| 10 | AD          | Arkösund       | Bergön, Bråviken         | 1967         |
| 11 | MÖ          | Malmö          | Lernacken                | 1967         |
| 12 | YD2         | Ystad          | Svarte                   | 1967         |
| 13 | GÖ          | Galterö        | Utanför Göteborg         | 1968         |
| 14 | SE2         | Slite          | S:t Olofsholm, Gotland   | 1968         |
| 15 | SL4         | Sundsvall      | Nyhamn                   | 1968         |
| 16 | LÅ          | Långskär       | Söderarm                 | 1969         |
| 17 | LK          | Lysekil        | Stora Kornö              | 1970         |
| 18 | VG2/HÖ3     | Hemsö          | Härnön utanför Härnösand | 1970         |

### Serie 3
| Nr | Förkortning | Namn        | Plats                      | Färdigställt |
| -- | ----------- | ----------- | -------------------------- | ------------ |
| 19 | GI          | Gisslingö   | Söderarm                   | 1971         |
| 20 | FÅ          | Fårö        | Ryssnäs, Gotland           | 1971         |
| 21 | JV          | Järnavik    | Tärnö-Harö, Blekinge       | 1971         |
| 22 | KP          | Kappelshamn | Kappelshamnsviken, Gotland | 1972         |
| 23 | EN          | Ellenabben  | Aspö, Blekinge             | 1972         |
| 24 | RN4         | Roten       | Södra Singö, Uppland       | 1972         |
| 25 | TE2         | Trelleborg  | Maglarps distrikt          | 1973         |
| 26 | SA2         | Söderarm    | Båtskär, Uppland           | 1973         |
| 27 | MS4/YG      | Mällsten    | Yttre Gården, Nynäshamn    | 1973         |
| 28 | BÅ          | Bråviken    | Kungshamn, Nyköping        | 1974         |
| 29 | MD          | Marstrand   | Koön                       | 1975         |
| 30 | KO2         | Korsö       | Vindalsö                   | 1975         |

## Förslag, försök och slutligt öde

### 7,5/57-95
På 1990-talet var 7,5/57-systemet moget för halvtidsmodernisering. Som ett försök inför detta valdes batteri Råstensudde ut som försöksbatteri och genomgick en omfattande renovering och modifiering, som bland annat omfattade:
- Förbättrad maskering och signaturreduktion
- Skydd mot laserstyrda vapen med hjälp av en vattendimanläggning
- Ny eldledning, ArtE 727 från KA-bataljon m/80 som skulle få ArtE 740 istället.
- Förbättrat ventilationssystem

Försöken utvärderades i slutet av 1990-talet och planerades att införas på de batterier man avsåg behålla. I och med FB 00 valde man i stället att låta systemet utgå tillsammans med resten av kustartilleriet.

### Avveckling
Med början i FB 96 beslutade man att vissa 7,5/57-batterier skulle utgå. Detta beslut utökades i FB 00 till att gälla samtliga batterier och avveckling av de batterier man inte avsåg att behålla som museer eller byggnadsminnen påbörjades omedelbart. Batteri Oxelösund (Femörefortet) skulle egentligen ha avvecklats 2003-2004 men räddades av en lokal intresseförening och drivs nu som museum. Avveckling innebär att pjäserna lyfts bort, anläggningen töms och miljösaneras varpå alla öppningar plomberas med betong. Området städas sedan av och de förbud det omfattats av enligt skyddslagen hävs, såvida Försvarsmakten inte avser behålla området för annan verksamhet.

### Kvarvarande batterier
- Serie 1, Batteri HU (Havstoudd, Hemsö). Statligt byggnadsminne, ägs av Statens Fastighetsverk (SFV) och ingår i Hemsö Fästning. Visas normalt sett inte men visning, övernattning med mera kan bokas av grupper.
- Serie 3, Batteri EN3 (Ellenabben, Aspö). Statligt byggnadsminne, ägs av SFV. Visas i dagsläget inte (men kan eventuellt visas för grupper efter överenskommelse).
- Serie 1, Batteri OD (Femörefortet). Ägs av Oxelösunds kommun och drivs av en museiförening och är öppet som museum sommartid. Endast centralanläggningen och en pjäs är intakta, resterande två pjäser med tillhörande tunnlar har demonterats under mark för att spara driftkostnader.
- Pjästorn och diverse andra delar finns bland annat på Beredskapsmuseet utanför Helsingborg och vid Gotlands Försvarsmuseum i Tingstäde dit KA 3 förbandsmuseum flyttades 2015 (pjäs nummer 1).